# Sikorsky S-41
Sikorsky S-41 je bil dvomotorni potniški amfibijski leteči čoln, ki so ga proizvajali v ZDA v 1930ih. S-41 je v bistvu večja enokrilna verzija dvokrilnika Sikorsky S-38. Letalska družba Pan Am je uporabljala S-41 na letih v ZDA, Karibih in južni Ameriki. S-41 je imel kapaciteto 14 potnikov Zgradili so samo 7 letal. 
S-41 ima parasol krilo in dva zvezdasta motorja Pratt & Whitney R-1860 Hornet B.

## Tehnične specifikacije (S-41A)
- Posadka: 2
- Kapaciteta: 14 potnikov
- Dolžina: 45 ft 2 in (13,77 m)
- Razpon kril: 78 ft 9 in (24,00 m)
- Višina: 15 ft 3 in (4,65 m)
- Površina kril: 729 ft2 (67,8 m2)
- Prazna teža: 8100 lb (3680 kg)
- Gros teža: 13800 lb (6270 kg)
- Motor: 2 × Pratt & Whitney R-1860 Hornet B, 575 KM (429 kW) vsak

- Maks. hitrsot: 133 mph (213 km/h)
- Dolet: 920 milj (1500 km)
- Višina leta (servisna): 13500 ft (4120 m)